# Trabáu
Trabáu és una parròquia del conceyu asturià de Degaña. Ocupa la part occidental del terme amb extensió d'11,94 km². Té 36 habitants (INE Arxivat 2014-10-06 a Wayback Machine., 2011)
El poble de Trabáu pertany a la Comarca de los Cunqueiros.